# Лильо, Мигель
Миге́ль Игна́сио Ли́льо (исп. Miguel Ignacio Lillo; 1862—1931) — аргентинский химик и биолог-самоучка.

## Биография
Мигель Лильо родился 31 июля (в некоторых источниках указывается 26 или 27 июля) 1862 года в городе Сан-Мигель-де-Тукуман. Учился химии в Тукуманском национальном колледже, однако из-за недостатка средств не поступил в университет. Лильо, с детства приученный к тяжёлому труду, принялся активно читать научную литературу самостоятельно, более всего увлекаясь ботаникой.
Работал ассистентом фармацевта в Национальном колледже, в свободное время занимался сбором гербария. К 1883 году гербарий Лильо насчитывал около 700 образцов. Вскоре Лильо получил возможность посетить Национальный университет Кордовы, где познакомился с химиком и ботаником Фрицем Курцем и братьями зоологом и химиком Адольфом и математиком Оскаром Дёрингами. Курц помогал Лильо к классифицировании найденных образцов растений.
В 1885 году Лильо стал ассистентом Фридриха Шиккенданца в Муниципальной химической службе. Вместе они занимались изучением броматологии (науки о пище), в особенности процессы получения сахара и вина. В 1887 году Лильо на короткое время был назначен профессором химии. В 1892 году Лильо стал главным химиком провинции Тукуман. В 1914 году Национальный университет Ла-Платы присвоил Лильо почётную степень доктора наук.
Лильо совершил более 50 поездок на лошади по северной части Аргентины. В 1916 году в своё последнее путешествие он посетил Чако и Парагвай. В том же году он стал профессором Тукуманского университета. Мигель Лильо собрал гербарий из 70 тысяч образцов растений. Также он выпустил множество статей по орнитологии и энтомологии. Единственной сферой науки, к которой не проявлял интереса Лильо, была минералогия.
В 1918 году Мигель Лильо ушёл в отставку. Он стал почётным директором Музея естественной истории при Университете Тукумана.
4 мая 1931 года Мигель Лильо скончался от рака.

## Некоторые научные работы
- Lillo, M. Contribución al conocimiento de los árboles de Argentina. — Buenos Aires, 1910. — 127 p.

## Названы в честь М. Лильо
Именем Лильо названо множество видов растений и животных, а также следующие роды:
- Lilloa Speg., 1897 [= Synandrospadix Engl., 1883]
- †Michelilloa S.Archang. & D.W.Brett, 1963

Помимо биологических таксонов, имя Мигеля Лильо было присвоено Фонду Мигеля Лильо при Университете Тукумана. С 1937 года им издаётся журнал Lilloa.

## Ссылка
- Lillo, Miguel (1862-1931) (англ.). JSTOR. Дата обращения: 12 апреля 2014.